# Alte Post (Pirmasens)

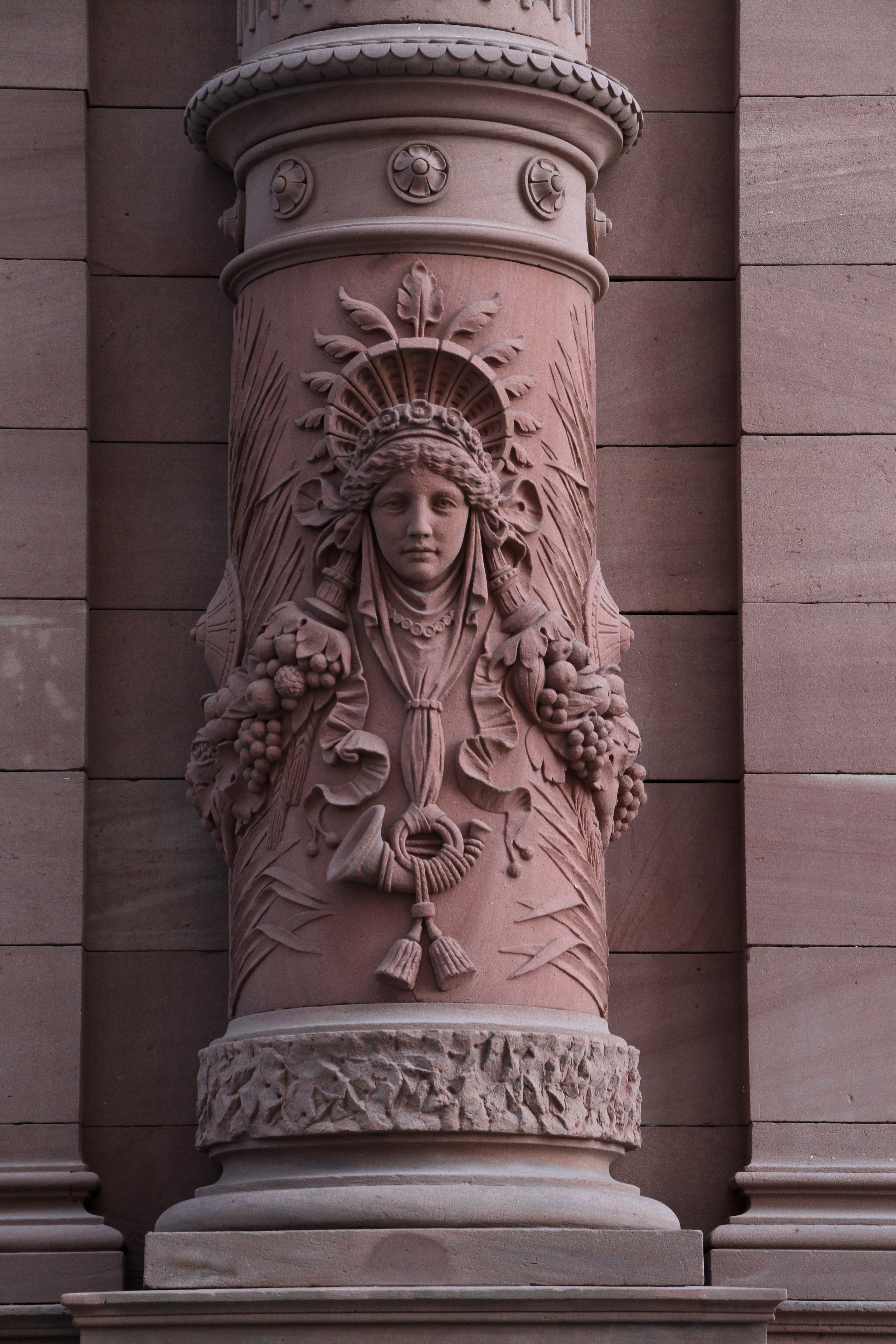
Reliefdekor auf einer Säule zwischen den Portalbögen

Die Alte Post in Pirmasens ist ein 1893 als Königlich Bayerisches Postamt errichtetes denkmalgeschütztes Gebäude im Stil der Neorenaissance. Es zählt mit seiner prachtvollen Fassade zu den repräsentativsten Gebäuden der Stadt sowie zu den bedeutendsten noch erhaltenen historistischen Verwaltungsgebäuden in der früheren bayerischen Pfalz. Heute dient es als Kultur- und Veranstaltungszentrum sowie als Museum unter dem Namen Forum Alte Post und beherbergt gleichzeitig das Pirmasenser Kulturamt.

## Lage
Das Gebäude liegt südlich des Pirmasenser Hauptbahnhofs an der Poststraße, die an dieser Stelle für den Autoverkehr gesperrt ist, zwischen der Bahnhof- und der Teichstraße. Der heutige Eingang befindet sich im nördlichen Turm an der Rückseite des Gebäudes zum sogenannten Posthof. Die südliche Hauptfassade zur Poststraße umrahmt den 2015 angelegten Joseph-Krekeler-Platz, an dessen Stelle bis zu seinem Abriss im Jahr 2014 das Jugendstilgebäude des ehemaligen Hotels Matheis stand.

## Geschichte

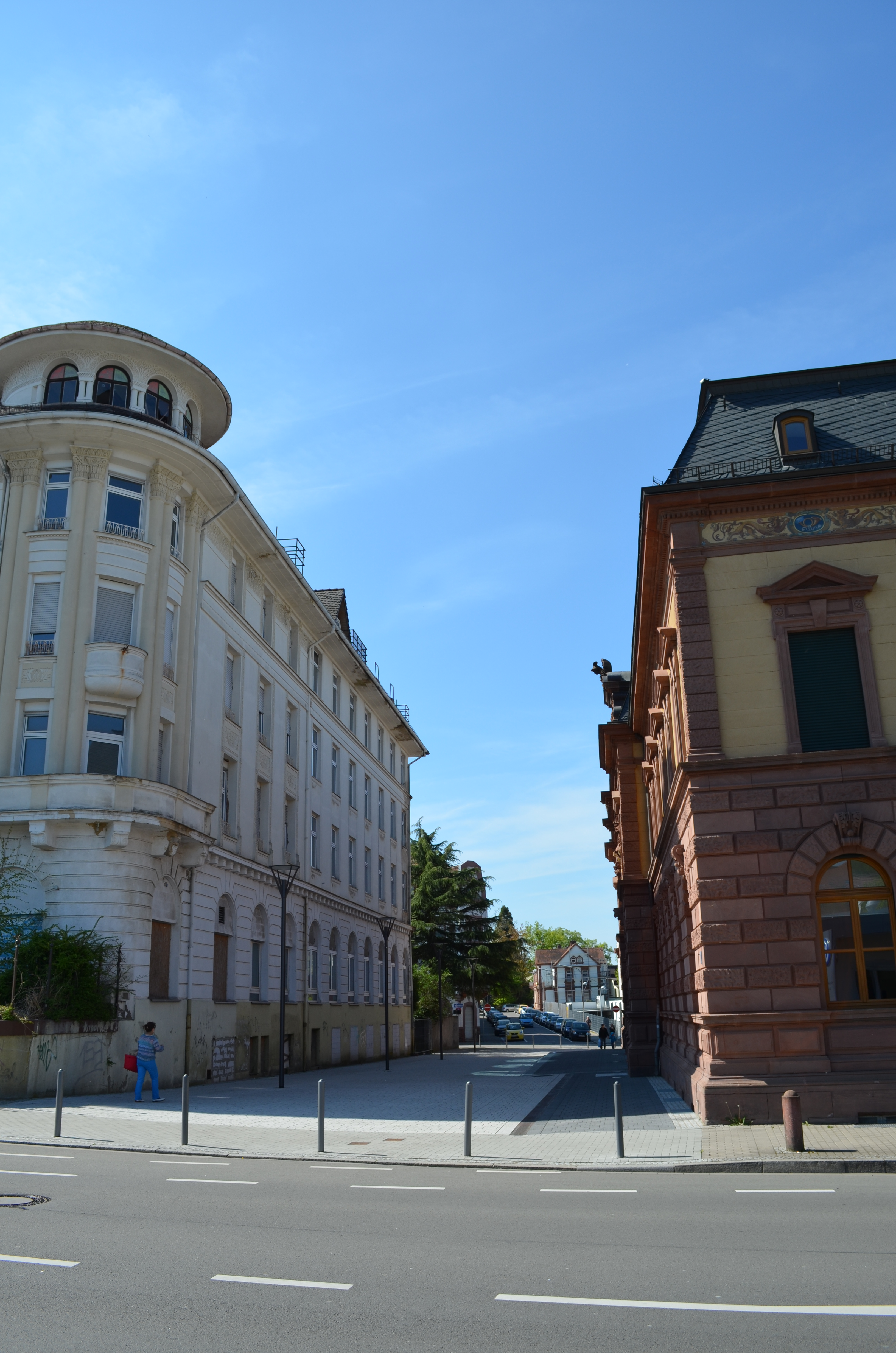
Bauliche Situation von 1910 bis zum Abriss des Hotel Matheis 2014

Der Aufschwung der Schuhindustrie in Pirmasens während des 19. Jahrhunderts führte zu einem immer größeren Paketaufkommen, dem die bisherigen Posteinrichtungen nicht gewachsen waren. Das Volumen des Postverkehrs zeigte sich an der Höhe des Gebührenanfalls, hier lag Pirmasens im Jahr 1885 unmittelbar hinter Kaiserslautern, Ludwigshafen und Speyer auf Platz 4 unter den 20 pfälzischen Postämtern, von 1890 bis 1905 belegte es gar den ersten Platz. Man plante daher die Errichtung eines neuen Hauptpostamts und entschied sich schließlich für einen Bauplatz außerhalb des Stadtkerns am Bahnhof, um die direkte Verladung von Postpaketen auf Eisenbahnwaggons zu ermöglichen. Zwischen 1887 und 1890 erfolgte zunächst der Ankauf des benötigen Geländes zwischen Bahnhofstraße und Teichstraße.
Ausgeführt wurde das Gebäude von 1891 bis 1893 nach Plänen des Architekten Ludwig von Stempel, der zu dieser Zeit Vorstand des (königlich bayerischen) Landbauamts Kaiserslautern und in Pirmasens bereits für die Bauten von Bezirksamt und Amtsgericht verantwortlich war. Die Baukosten betrugen 237.330 Mark, der Architekt erhielt außerdem im Jahr 1897 eine persönliche Zuwendung von 2.300 Mark durch den Prinzregenten Luitpold als Anerkennung für seine Leistungen bei diesem Bauprojekt. Als Postamt I. Klasse entsprach der Pirmasenser Neubau der höchsten Kategorie auf dem Gebiet der Oberpostdirektion Speyer. Zunächst lag der Bahnhof gegenüber auf der anderen Seite der Bahnhofstraße, bis er um 1900 etwas weiter nördlich neu errichtet wurde, das alte Bahnhofsgebäude blieb jedoch bis zu seinem Abriss 1976 erhalten, während das neue Bahnhofsgebäude dem Zweiten Weltkrieg zum Opfer fiel. Um 1910 wurde auf dem bisher unbebauten Vorplatz des Postamts das Hotel Matheis errichtet, das die Schaufassade der Post für ein ganzes Jahrhundert zu einem großen Teil verdeckte.
Ab 1926 erfolgte der Bau des neuen Hauptpostamts, um erneut dem weiter angestiegenen Postverkehr gerecht zu werden. Die Alte Post wurde dadurch abgelöst und war nun nur noch Sitz des Fernmeldeamts und der Kraftpoststelle; die Stadt gehörte um das Jahr 1930 aber zu den größten Kraftpoststützpunkten in Deutschland. In dieser Funktion verblieb das Gebäude bis zu seiner Schließung im Jahr 1976. Es überlebte den Zweiten Weltkrieg im Gegensatz zu weiten Teilen der Stadt fast unbeschadet, litt allerdings unter einigen Umbaumaßnahmen, die die historische Bausubstanz in Mitleidenschaft zogen.
Nach der Schließung stand das Gebäude lange Zeit leer, auch wenn es früh Überlegungen für eine neue Nutzung gab – angestoßen unter anderem durch eine Erbschaft der Bürgerin Elisabeth Hoffmann über 2 Millionen DM an die Stadt im Jahr 1978. Der damalige Oberbürgermeister Karl Rheinwalt reservierte das Geld für den Zweck, es ausschließlich für die Alte Post einzusetzen. 1986 wurde das Gebäude unter Denkmalschutz gestellt und von der Stadt angekauft. Nach ersten Sicherungsmaßnahmen Anfang der 1990er-Jahre wurde 1994–1995 ein Architekturwettbewerb durchgeführt, dessen Ergebnisse aber wegen der angeschlagenen Finanzen der Stadt nicht zu realisieren waren. 1999 rief man einen Arbeitskreis Kulturzentrum Alte Post ins Leben und begann mit der Entkernung erster Gebäudeteile. In den nachfolgenden Jahren fanden erste Ausstellungen im südwestlichen Flügel statt. Abgeschlossen wurde die Sanierung erst im Jahr 2013 mit der Ausstellung Wald, Schloss, Schuh – Die Geschichte der Siebenhügelstadt anlässlich des 250-jährigen Stadtjubiläums. Die offizielle Eröffnung fand im Januar 2014 durch Landesinnenminister Roger Lewentz statt. Im Lauf der nächsten Jahre wurden die Ausstellungen beständig erweitert, im April 2014 zog die Bürkelgalerie aus dem Alten Rathaus in die Alte Post um, und im November 2016 wurde von Kultusminister Konrad Wolf mit dem Hugo-Ball-Kabinett eine interaktive Dauerausstellung zu Leben und Wirken des Mitbegründers des Dadaismus eröffnet. Im Laufe des Jahres 2022 zog auch das Pirmasenser Kulturamt in das Gebäude ein.

## Architektur

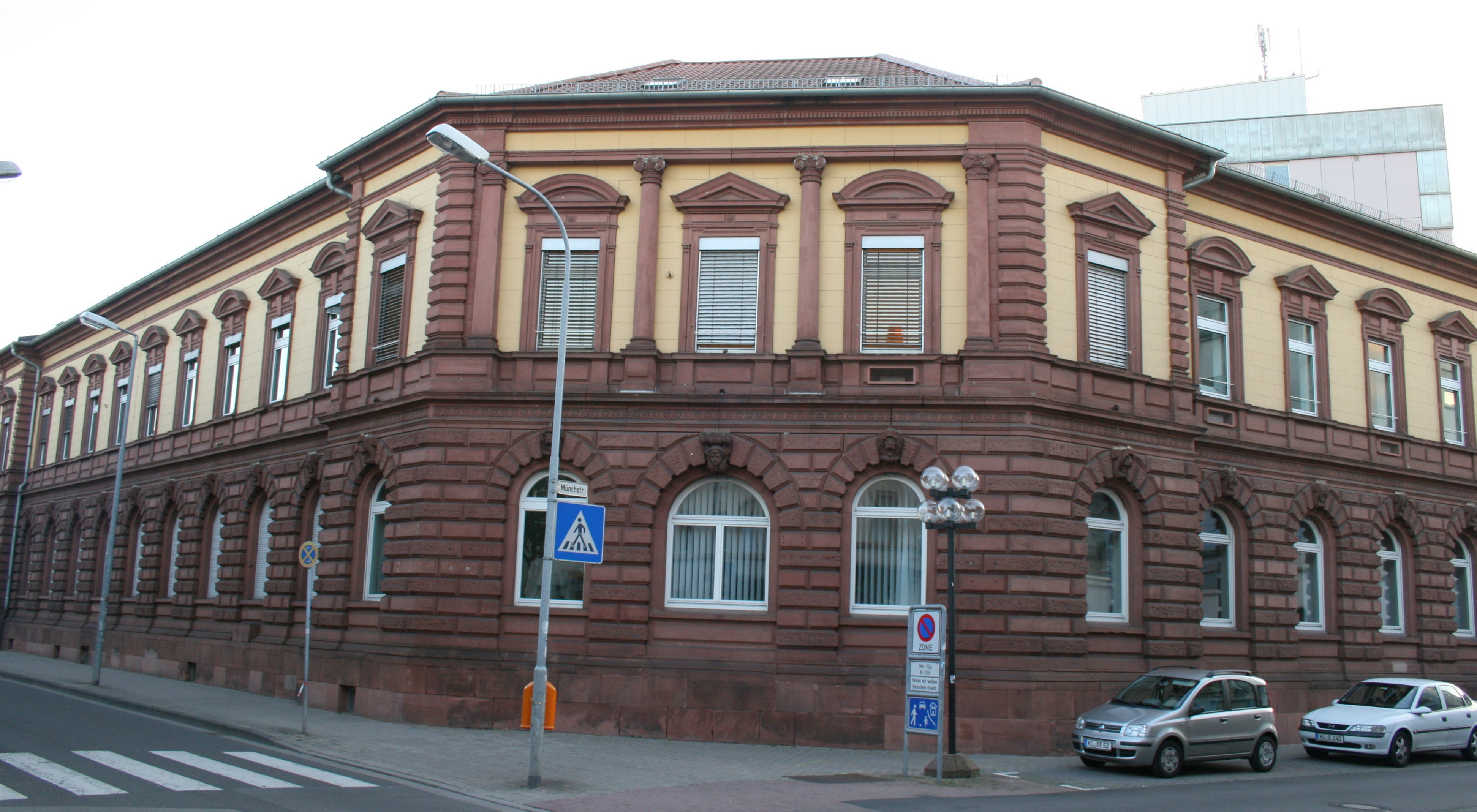
Ludwig von Stempels ähnlicher Postamtsbau in Kaiserslautern

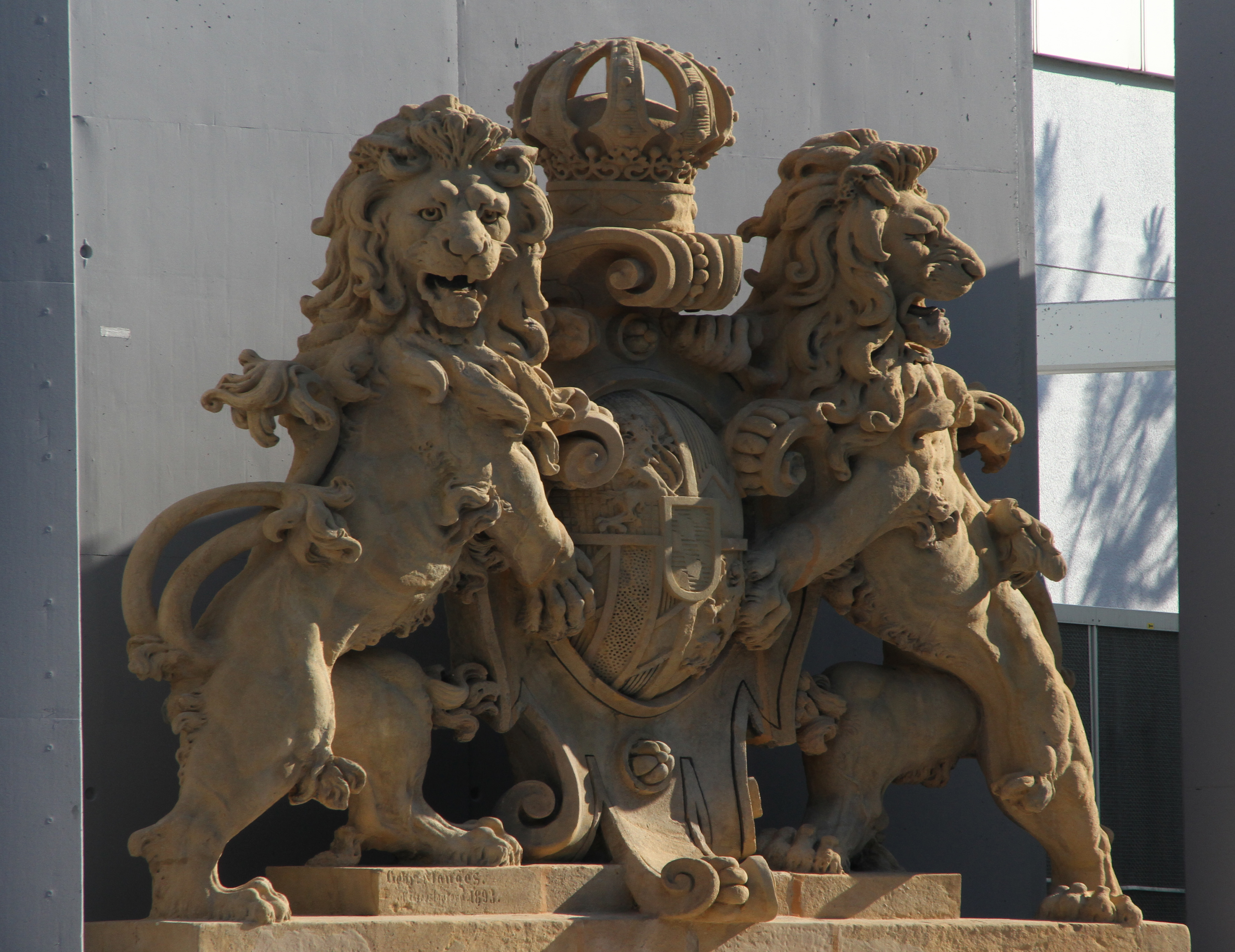
Bayerische Wappenlöwen im Innenhof

Der zweistöckige Sandsteinbau ist ein typisches Beispiel für ein aufwändiges Verwaltungsgebäude des Historismus. In seiner Gestaltung zitiert er Motive der italienischen und französischen Renaissance und erinnert an italienische Palazzi. Die drei großen Torbögen der Hauptfassade folgen dem Triumphbogenschema und tragen wesentlich zum repräsentativen Gesamteindruck des Gebäudes bei. Das Mauerwerk des Erdgeschosses ist rustiziert, ein schon beim Palazzo Medici Riccardi, dem ersten Profanbau der Frührenaissance, verwendetes Stilmittel. Die Abfolge der Fensterverdachungen im ersten Obergeschoss mit abwechselnden Dreiecks- und Rundgiebeln erinnert beispielsweise an den Palazzo Farnese.
Die größte Ähnlichkeit besitzt das Bauwerk zum ehemaligen Post- und Telegrafenamt in Kaiserslautern, das bereits 1890 nach Plänen Ludwig von Stempels errichtet wurde, aber nach Kriegsschäden heute nicht mehr so gut erhalten ist wie der Bau in Pirmasens. Wesentlicher gestalterischer Unterschied ist die Ausrichtung der Fassade: Während sich das Postamt in Kaiserslautern durch zwei aufeinander zu einem Kopfbau zulaufende Seitenfassaden zur Ecke des Gebäudes hin richtet, orientiert sich das Pendant in Pirmasens mit seinem Hauptportal zu einer zentralen Schaufassade entlang der Poststraße hin.
Entlang der Hauptfassade und der Seitenfassaden zur Bahnhof- und Teichstraße verläuft unter der Traufe ein 33 Meter langer Mosaik-Fries mit Motiven aus dem Postbetrieb. Während des Zweiten Weltkriegs wurde es im Bereich des Südwestflügels beschädigt, konnte jedoch bei der Restaurierung nach Originalplänen des Herstellers Villeroy & Boch vollständig wiederhergestellt werden. Über dem Hauptportal befand sich ursprünglich ein Sandsteinrelief des von zwei Löwen flankierten königlich bayerischen Wappens aus der Bildhauerwerkstatt der Gebrüder Menges in Kaiserslautern, das 1932 aus Verkehrssicherheitsgründen vom Dach genommen wurde. Nach seiner zwischenzeitlichen Restaurierung steht es nun im Hof des Gebäudes.
Das Zentrum des Bauwerks bildet der Kuppelsaal, die ehemalige Pakethalle. Er besitzt eine prächtige Kassettendecke, die der ursprünglichen Fassung auf Basis der erhaltenen hölzernen Unterkonstruktion nachgebildet wurde, nachdem spätere Umbauten (vor allem eine als Blende eingehängte Putzdecke) das Original stark beschädigt hatten. Ein weiterer Rest der historischen Innengestaltung ist die Stuckdecke des sogenannten Kuppelzimmers im Obergeschoss des Nordturms, die aus dem Jahr 1896 stammt und während der Umbaumaßnahmen wiederentdeckt und restauriert wurde. Eine moderne Hinzufügung ist der von 2006 bis 2012 errichtete Glasanbau auf der Nordseite, der als Durchgang und Treppenhaus die Ausstellungsräume miteinander verbindet.

## Forum Alte Post
Seit dem Herbst 2013 wird das Gebäude als Kulturstätte der Stadt Pirmasens genutzt. Es beherbergt zwei Dauerausstellungen für die beiden bedeutendsten in der Stadt geborenen Künstler, den Dadaisten Hugo Ball und den Landschafts- und Genremaler Heinrich Bürkel. Weiterhin gibt es regelmäßige Wechselausstellungen. Im zu Ehren der Stifterin als Elisabeth-Hoffmann-Saal benannten Kuppelsaal finden Kulturveranstaltungen und Seminare statt, er kann zudem auch für private Feiern gemietet werden.
In den Wechselausstellungen wurden seit der Eröffnung unter anderem Fotografien von Götz Diergarten, Plakate von Pablo Picasso und Drucke von Salvador Dalí gezeigt. Regelmäßig werden auch Werke regionaler Künstler wie Klaus Heinrich Keller oder Matthias Strugalla ausgestellt. Besonders viele Besucher brachten die Pirmasenser Fototage 2014 und 2016 in die Post. Weniger erfolgreich war dagegen die Kooperation mit dem Künstlerhaus Schloss Balmoral, um Werke der dortigen Stipendiaten einer größeren Öffentlichkeit zu präsentieren. Nach vier Ausstellungen wurde die Zusammenarbeit aufgrund niedriger Besucherzahlen eingestellt.